# فریتس تارپ
فریتس تارپ (دانمارکی: Fritz Tarp; ۲ اوت ۱۸۹۹ – ۹ ژانویهٔ ۱۹۵۸) بازیکن فوتبال اهل دانمارک بود.
وی همچنین در تیم ملی فوتبال دانمارک بازی کرده‌است.